# Jesús Posada
Jesús María Posada Moreno, né le 4 avril 1945 à Soria, est un homme politique espagnol, membre du Parti populaire (PP). 
Haut fonctionnaire pendant la transition démocratique, il est élu député régional de Castille-et-León en 1983, puis devient président de la communauté autonome six ans plus tard. Il est remplacé dès 1991, et entre ensuite au gouvernement espagnol, comme ministre de l'Agriculture en 1999, puis ministre des Administrations publiques à partir de 2000. 
Remplacé deux plus tard, il obtient la présidence de la commission du Budget du Congrès des députés à la suite des élections législatives de 2004. En 2011, après la victoire du Parti populaire aux élections anticipées, il est élu président du Congrès des députés espagnol.

## Biographie

### Formation
Ingénieur des chaussées, canaux et ports diplômé de l'université polytechnique de Madrid, il est licencié en sciences économiques de l'université complutense de Madrid. Il passe ensuite, avec succès, les concours de la haute fonction publique, devenant administrateur civil de l'État.

### Haut fonctionnaire
En 1976, il est nommé vice-secrétaire général technique du ministère des Travaux publics, puis, trois ans plus tard, gouverneur civil de la province de Huelva. Il revient, en 1981, au sein de l'administration centrale de l'État, pour y occuper le poste de directeur général des Transports terrestres du ministère des Transports et des Communications. Il est remplacé dès l'année suivante.

### Carrière régionale
En 1983, il est élu député régional (procurador) de la province de Soria aux Cortes de la communauté autonome de Castille-et-León, sous les couleurs de l'Alliance populaire (AP). À la suite des élections régionales de 1987, remportées par l'AP, il est nommé conseiller à l'Équipement du gouvernement régional (Junta) par José María Aznar. Après l'élection d'Aznar à la présidence de l'AP, Jesús Posada devient, le 18 septembre 1989, président de la Junte de Castille-et-León.

### Parcours national
Non investi par le nouveau Parti populaire (PP) pour les régionales de 1991, il est élu, deux ans plus tard, député de la province de Soria au Congrès des députés. En 1996, le PP remporte les élections générales, et il se voit élu président de la commission des Infrastructures du Congrès.
Il entre au gouvernement, dirigé par Aznar, le 29 avril 1999, en tant que ministre de l'Agriculture, de la Pêche et de l'Alimentation, en remplacement de Loyola de Palacio, candidate aux élections européennes. Après la reconduction au pouvoir du PP lors des élections générales de 2000, il est nommé, le 27 avril, ministre des Administrations publiques. Il quitte ce poste lors du remaniement ministériel du 9 juillet 2002.

### Au Congrès des députés
Le Parti socialiste (PSOE) ayant remporté les élections générales de 2004, le PP retourne dans l'opposition. Posada est alors choisi comme président de la commission du Budget du Congrès. Il est reconduit à ce poste à la suite des élections générales de 2008, de nouveau gagnées par le PSOE.
Lors des élections générales de 2011, le Parti populaire remporte la majorité absolue des sièges. Proposé, le 12 décembre, à la présidence du Congrès des députés par le président du PP, Mariano Rajoy, Jesús Posada est élu le lendemain, lors de la séance constitutive de la dixième législature des Cortes Generales par 202 voix pour, aucune voix contre et 146 bulletins blancs. Le 19 juin 2014, c'est à Jesús Posada, en sa qualité de président du Congrès des députés, qu'il revient de présider la cérémonie d'intronisation du roi Felipe VI.
Réélu lors des élections parlementaires de décembre 2015, il est remplacé par l'ancien lehendakari, Patxi López, à la présidence des Cortes Generales après que le PP a perdu sa majorité absolue. Il est alors choisi pour prendre la présidence de la commission des Affaires étrangères. Brièvement confirmé dans ses responsabilités après le scrutin anticipé de juin 2016, il est élu président de la prestigieuse commission constitutionnelle, en remplacement de Juan Ignacio Zoido, nommé ministre de l'Intérieur.

### Vie privée
Son épouse est citée en 2017 dans l'affaire des Paradise Papers pour évasion fiscale.